# Posttaygetis penelea
Genre
Espèce
Posttaygetis penelea est une espèce néotropicale de lépidoptères (papillons) de la famille des Nymphalidae et de la sous-famille des Satyrinae. Elle est la seule représentante du genre monotypique Posttaygetis.

## Noms vernaculaires
Posttaygetis penelea se nomme Yellow-spiked Satyr en anglais.

## Description
L'imago de Posttaygetis penelea est un grand papillon aux ailes postérieures dentelée, dont le dessus est marron.
Le revers est marron avec à l'aile postérieure une bande radiale jaune caractéristique allant de la base à l'aire submarginale. Une ligne submarginale d'ocelles discrets dont seuls deux proches de l'apex sont noirs orne l'aile antérieures et de gros ocelles noirs pupillés de clair ornent l'aile postérieure.

## Biologie
Les plantes hôtes de sa chenille sont des bambous.

## Distribution et biotopes
Posttaygetis penelea est présent au Costa Rica, au Brésil, au Suriname, en Guyane et à Trinité-et-Tobago.
Il réside en forêt primaire très humide.

## Systématique
L'espèce Posttaygetis penelea a été décrite par l'entomologiste hollandais Pieter Cramer en 1777, sous le nom initial de Papilio penelea. Sa localité type est le Suriname.
Elle est l'espèce type et l'unique espèce du genre monotypique Posttaygetis, décrit en 1964 par l'entomologiste allemand Walter Forster.

### Synonymie pour l'espèce
D'après Funet :
- Papilio penelea Cramer, 1777 — protonyme
- Papilio penelëa Cramer, 1777
- Taygetis penela var. penelina Staudinger, 1888
- Taygetis penelea (Cramer, 1777)

## Protection
Pas de statut de protection particulier[réf. nécessaire].